# George Curzon
George Nathaniel Curzon (ur. 11 stycznia 1859 w Kedleston, zm. 20 marca 1925 w Londynie) – brytyjski arystokrata i polityk, urzędnik Imperium brytyjskiego, minister spraw zagranicznych. Polityk Partii Konserwatywnej.
W latach 1899–1905 wicekról Indii (nakazał odrestaurować Tadź Mahal), przewodniczący Izby Lordów 1916–1924, członek Gabinetu Wojennego 1916–1918. Minister spraw zagranicznych od 1919 r.
W grudniu 1919 r. uznał zachodnią granicę Rosji po III rozbiorze Polski z 1795 r. za tymczasową linię demarkacyjną rozgraniczenia terytorialnego pomiędzy Polską a Rosją. Propozycję tę nazwano od jego nazwiska „linią Curzona”. Jest to w przybliżeniu dzisiejsza wschodnia granica Polski na odcinku od granicy polsko-litewskiej do miejsca, gdzie linia granicy polsko-ukraińskiej odchodzi od rzeki Bug.
Był wybitnym mówcą. Sformułował zasady skutecznego mówienia:
- pamiętaj, kim jesteś – uczyń przemowę żywą dla słuchaczy – dzięki swej osobowości, wiedzy na dany temat i doświadczeniu
- pamiętaj, jak mówisz – jak najlepiej wykorzystaj swój głos, możliwie najlepiej przedstaw siebie i przygotowany przez siebie materiał
- pamiętaj, co mówisz – przed przemówieniem – starannie dobierz i uporządkuj materiał – wszystko, co będziemy mówić, ma mieć związek z tematem
- należy unikać monotonii, pamiętać, że sala jest w stanie uważnie słuchać przez ok. 20 minut – stosować przerywniki, dygresje, ożywiać salę, gdy zaczyna mniej uważnie słuchać.

## Życiorys

### Wczesne lata życia
Był najstarszym synem i drugim z jedenaściorga dzieci Alfreda Curzona, 4. barona Scarsdale, proboszcza w Kedleston w hrabstwie Derbyshire, i jego żony Blanche, córki Josepha Pocklingtona Senhouse’a. Rodzina Curzonów miała normandzkie korzenie. Przodkowie przyszłego ministra osiedlili się w Derbyshire w XII w. Rodzice nie wywarli wielkiego wpływu na życie George’a. Wyczerpana porodami matka zmarła, kiedy George miał 16 lat. Ojciec przeżył ją wprawdzie o 41 lat, ale jego relacje z synem nie były najlepsze. Lord Scarsdale hołdował starej rodzinnej tradycji, według której najodpowiedniejszym miejscem dla landlorda były jego własne posiadłości. Z tego powodu nie podobały mu się częste podróże syna, który pomiędzy 1887 a 1895 r. zwiedził prawie całą Azję, co czyni go największym podróżnikiem, jaki kiedykolwiek był członkiem brytyjskiego gabinetu.
Odebrał wykształcenie w Eton College i Balliol College na Uniwersytecie w Oksfordzie. Nawiązał tam bliskie stosunki ze swoim wychowawcą Oscarem Browningiem, który zabrał go w podróż po Europie. Dalszy rozwój tej znajomości wywołał kontrowersje w Eton i zakończył się w 1875 r. usunięciem Browninga z uczelni. Nauki w Eton George pobierał od 1872 do 1878 r. Później rozpoczął studia w Oksfordzie. Był tam przewodniczącym Canning Club, the Union and the Presidents’ Council, a od 1883 r. członkiem All Souls College. Był również laureatem Lothian and Arnold Prizes za esej poświęcony Thomasowi More’owi.
W tym czasie doznał upadku z konia, który zakończył się dla niego poważną kontuzją kręgosłupa. Aby złagodzić ból, często powodujący bezsenność, nosił po ubraniem metalowy gorset. Sprawiało to na postronnych wrażenie, że był bardziej sztywny i arogancki niż w rzeczywistości. Już podczas studiów wytykano mu te cechy. Przyszły lord stał się wówczas bohaterem wielu złośliwych wierszyków, m.in. takiego:
My name is George Nathaniel Curzon, (Nazywam się George Nathaniel Curzon),
I am a most superior person. (jestem najlepszym człowiekiem.)
My cheeks are pink, my hair is sleek, (Moje policzki są różowe, moje włosy są przylizane),
I dine at Blenheim twice a week. (jadam w Blenheim dwa razy w tygodniu.)

### Początki kariery politycznej i pierwsze małżeństwo
W 1885 r. został asystentem prywatnego sekretarza premiera lorda Salisbury’ego. W 1886 r. wygrał wybory do Izby Gmin w okręgu Southport. Startował jako reprezentant Partii Konserwatywnej. Jego pierwsza mowa na forum parlamentu była gorącą krytyką irlandzkiego nacjonalizmu i projektu wprowadzenia w Irlandii „rządów domowych”. W 1891 r. został podsekretarzem stanu w ministerstwie ds. Indii. Był nim do upadku konserwatywnego rządu po przegranych wyborach w 1892 r. Kiedy konserwatyści powrócili w 1895 r. do władzy, Curzon został podsekretarzem stanu w ministerstwie spraw zagranicznych. Był nim do 1898 r.
W tym czasie wiele podróżował. W latach 1888–1889 odwiedził Rosję i Azję Środkową. Następnie wybrał się do Persji (1889–1890), Syjamu, francuskich Indochin i Korei (1892). W 1894 r. odwiedził Afganistan i góry Pamir. Wydał wiele książek opisujących środkową i wschodnią Azję oraz problemy polityczne tego regionu. Został za to nagrodzony złotym medalem Królewskiego Towarzystwa Geograficznego.

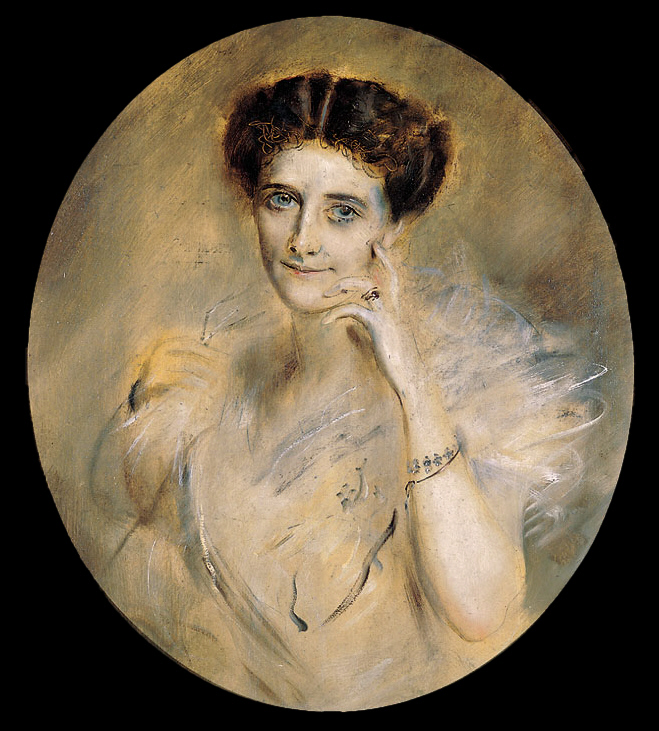
Franz von Lenbach, Mary Victoria Curzon

22 kwietnia 1895 r. w St. John’s Episcopal Church w Waszyngtonie poślubił Mary Victorię Leiter (1870–1906), córkę amerykańskiego przedsiębiorcy Leviego Leitera. Curzon poznał swoją przyszłą żonę w 1894 r., kiedy została mu przedstawiona przez amerykańskiego ambasadora Thomasa F. Bayarda. George i Mary tworzyli razem zgodne małżeństwo. W 1904 r. Mary poważnie zachorowała i nigdy nie powróciła całkowicie do zdrowia. Zmarła w 1906 r. Została pochowana w kościele w Kedleston, gdzie mąż ufundował dla niej gotycką kapliczkę w nawie północnej. Curzon nie był człowiekiem głęboko religijnym. Pod koniec życia zwykł powtarzać, że nie boi się śmierci, gdyż będzie wówczas mógł spotkać się ze swoją żoną.
Mieli trzy córki: Mary Irene (1896–1966), która odziedziczyła ojcowską baronię Ravensdale; Cynthię Blanche (1898–1933), żonę sir Oswalda Mosleya; oraz Alexandrę Nalderę (1904–1995), żonę Edwarda Dudleya Metcalfe’a.

### Wicekról Indii
W 1898 r. został kreowany parem Irlandii jako baron Curzon of Kedleston. Był to ostatni tytuł kreowany w parostwie Irlandii. W ślad za nim podążyła nominacja na wicekróla Indii, która nadeszła w styczniu 1899 r. Curzon przybywał do kraju, który w latach 1897–1898 przeżył serię powstań na północno-zachodnim pograniczu. Głównym zadaniem Curzona było uspokojenie sytuacji w pogranicznych prowincjach i ściślejsze związanie ich z brytyjskimi Indiami. Z zadania tego wywiązał się znakomicie. Poza wojenną ekspedycją w 1901 r. na północno-zachodnim pograniczu panował spokój.
Kolejnym jego problemem, który był jednocześnie stałym problemem brytyjskich Indii, była próba rosyjskiej ekspansji w Azji Środkowej. Obawiając się jej nasilenia, Curzon podjął próbę umocnienia brytyjskiej pozycji handlowej w Persji. W 1903 r. odwiedził tereny nad Zatoką Perską. Pod koniec tego roku wysłał wojskową ekspedycję do Tybetu prowadzoną przez Francisa Younghusbanda. Ekspedycja miała na celu umocnienie wpływów brytyjskich w tym himalajskim kraju i osłabienie infiltracji rosyjskiej. W 1904 r. ekspedycja dotarła do Lhasy, gdzie podpisano brytyjsko-tybetański traktat. Podpisano go bez przedstawicieli strony rosyjskiej.
Był aktywny w polityce wewnętrznej – za jego rządów powołano wiele komisji ds. edukacji, melioracji, policji i innych gałęzi administracji, według raportów których organizował swoją administrację. W sierpniu 1904 r. został ponownie mianowany wicekrólem. W lipcu 1905 r. nadzorował podział Bengalu. Nie było to udane działanie i spotkało się z oporem społecznym w efekcie którego w 1912 r. nastąpiło zjednoczenie Bengalu.
Za czasów Curzona wystąpiła w Indiach klęska głodu, która spowodowała śmierć wielu milionów ludzi. Obecnie Curzon jest krytykowany za brak zdecydowanych działań w celu przeciwdziałania tej klęsce.
Jego działalność na stanowisku wicekróla Indii dobiegła końca latem 1905 r. Przyczyną jej szybszego końca był spór z głównodowodzącym w Indiach lordem Kitchenerem na temat obecności wojskowych w Radzie Indii. W sporze tym Curzon nie uzyskał wsparcia rządu i w sierpniu 1905 r. podał się do dymisji i powrócił do Anglii.
W czasie jego urzędowania odrestaurowano Tadź Mahal. Podobno stało się to za sprawą lady Curzon, która zachwyciła się budynkiem podczas zachodu słońca.

### W Izbie Lordów

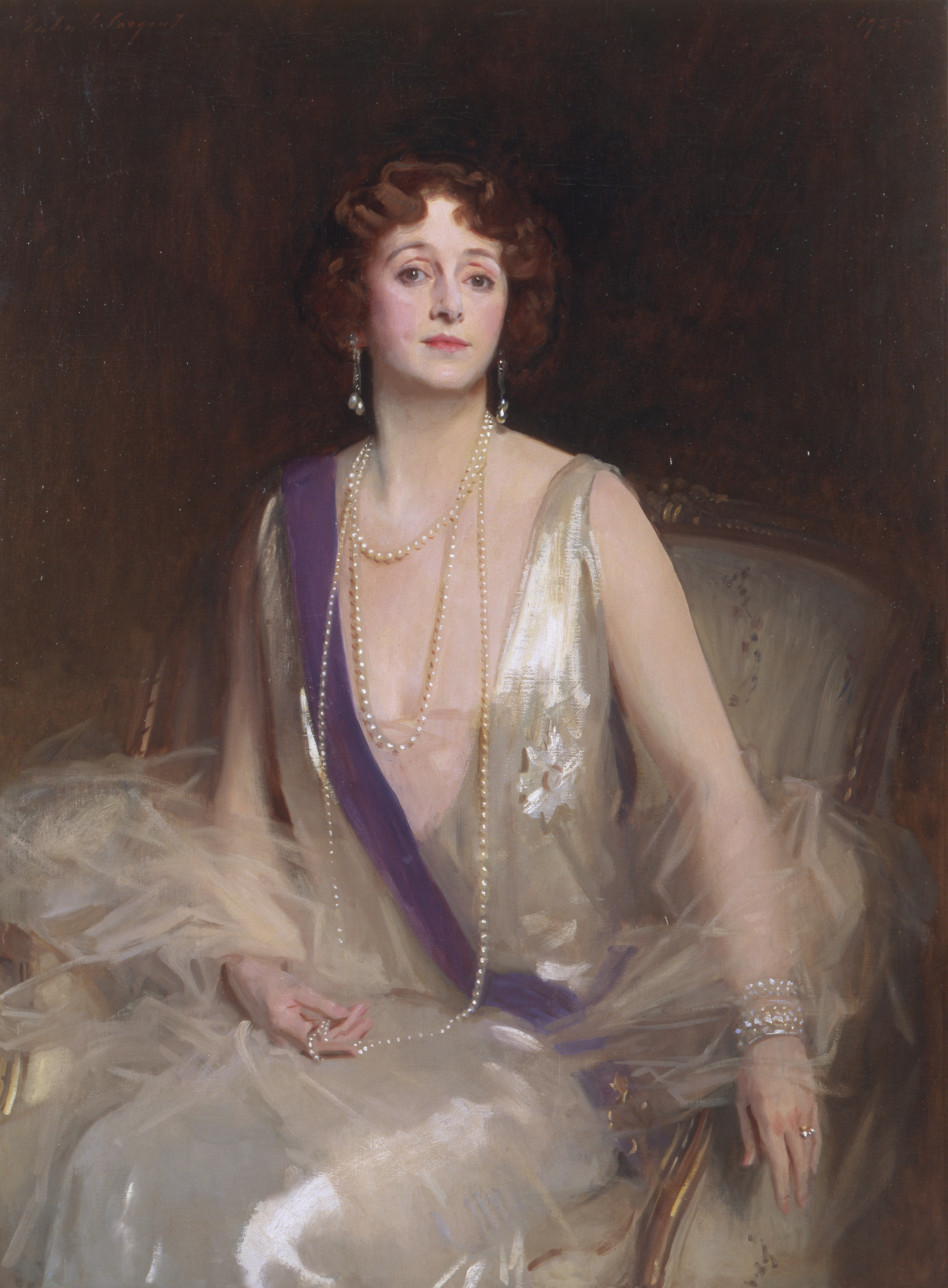
Grace Elvina Curzon

W 1908 r. został wybrany parem-reprezentantem Irlandii i zasiadł w Izbie Lordów. W latach 1909–1910 aktywnie krytykował projekt liberalnego rządu Asquitha dotyczący zniesienia prawa veta przysługującego Izbie Lordów. W 1911 r. został kreowany parem Zjednoczonego Królestwa jako baron Ravensdale (tytuł kreowany z zastrzeżeniem, że w braku męskich potomków może on przypaść potomkom lorda w linii żeńskiej), wicehrabia Scarsdale (z zastrzeżeniem, że może on przypaść potomkom ojca Curzona) i hrabiego Curzon of Kedleston (kreowany bez zastrzeżeń). W 1915 r. został Lordem Tajnej Pieczęci w koalicyjnym gabinecie Asquitha. Od grudnia 1916 r. był członkiem gabinetu wojennego Lloyda George’a jako przewodniczący Izby Lordów. Był ponadto Lordem Przewodniczącym Rady i przewodniczącym Zarządu Lotnictwa. Sprzeciwiał się niektórym projektom gabinetu, m.in. był gorącym przeciwnikiem przyznania kobietom prawa głosu (wcześniej był przewodniczącym Ligi Antysufrażystowskiej).

### Drugie małżeństwo
Po wieloletnim romansie z pisarką Elinor Glyn, poślubił w 1917 r. Grace Elvinę Hinds (1879–1958), córkę J. Monroego Hindsa, byłego posła Stanów Zjednoczonych w Brazylii, wdowę po Alfredzie Hubercie Dugganie. Curzon nie powiadomił o zaręczynach swojej kochanki, pani Glyn, która dowiedziała się o nich z gazet. Drugie małżeństwo Curzona nie należało do udanych, gdyż pomimo licznych operacji lady Curzon nie mogła dać mężowi upragnionego syna. Po kilku latach małżonkowie znaleźli się w separacji, aczkolwiek nigdy się nie rozwiedli.

### Minister spraw zagranicznych
Curzon nie cieszył się poparciem premiera Lloyda George’a, który uważał go za osobę butną i zadufaną w sobie. Mawiano, że Lloyd George wykorzystywał Curzona, jakby wykorzystywał Rolls-Royce’a w celu dowiezienia paczki na stację kolejową. Minister zwrócił się  ku polityce bliskowschodniej. Doprowadził do przyznania niepodległości Egiptowi (co ostatecznie nastąpiło w 1922 r.), umocnił brytyjskie panowanie nad Irakiem oraz doprowadził do podziału brytyjskiego mandatu w Palestynie tworząc Królestwo Jordanii.
Brał również udział w przygotowaniach do pierwszego Dnia Zwycięstwa 11 listopada 1919 r. Zaprojektowany z tej okazji przez sir Edwina Lutyensa cenotaf do dziś stoi w Londynie. W 1921 r. minister został kreowany markizem Curzon of Kedleston oraz hrabią Kedleston.
W przeciwieństwie do innych konserwatywnych członków gabinetu Lloyda George’a Curzon zrezygnował z popierania gabinetu po tzw. „Chanak Crisis”. W październiku 1922 r. zrezygnował z funkcji ministra spraw zagranicznych. Wkrótce później konserwatywni deputowani zagłosowali za wycofaniem poparcia swojej partii dla gabinetu Lloyda George’a. Nowym premierem został Andrew Bonar Law, który stanął na czele w całości konserwatywnego gabinetu. Curzon objął w nim ponownie resort spraw zagranicznych. W latach 1922–1923 lord prowadził negocjacje z Francją w sprawie wycofania wojsk francuskich z Zagłębia Ruhry. Największym dokonaniem Curzona była Konferencja w Lozannie. Dzięki swoim umiejętnościom zdominował 11-tygodniowe negocjacje. Podpisany w 1923 r. traktat w Turcją był wielkim sukcesem Curzona, który przeforsował w nim swoje pomysły.
W maju 1923 r. Bonar Law zrezygnował z funkcji premiera. Nowym premierem został Stanley Baldwin, aczkolwiek wielu konserwatystów chętniej widziałoby na tym stanowisku lorda Curzona. Ostatecznie zdecydowano się na utrzymanie zasady, że premierem może być tylko członek Izby Gmin. Król Jerzy V nakazał wezwać Curzona do Londynu, aby poinformować go o powierzeniu Baldwinowi misji tworzenia rządu. Curzon jechał do stolicy mając pewność, że to on zostanie nowym premierem i podobno zalał się łzami, kiedy powiadomiono go o nominacji Baldwina. Pozostał jednak w Foreign Office i głosował za kandydaturą Baldwina na stanowisko lidera konserwatystów.

#### Linia Curzona
W styczniu 1919 objął stanowisko ministra spraw zagranicznych. Na tym stanowisku wsławił się przedstawieniem 11 lipca 1920 w nocie dyplomatycznej do ludowego komisarza spraw zagranicznych Gieorgija Cziczerina propozycji granicy polsko-sowieckiej zwanej popularnie linią Curzona. W wyniku wojny polsko-bolszewickiej II Rzeczpospolita rozciągnęła swoje granice dalej na wschód i przez okres 20-lecia międzywojennego pomysł Curzona pozostał na papierze. Odżył on podczas II wojny światowej i stał się podstawą wytyczenia wschodnich granic Polski po zakończeniu wojny.
Dziś już wiadomo, że z „linią Curzona” miał niewiele wspólnego i w sprawach Europy Wschodniej orientował się słabo.

### Ostatnie lata
Pozostał ministrem spraw zagranicznych do upadku gabinetu Baldwina w styczniu 1924 r. Kiedy konserwatyści powrócili do władzy w listopadzie 1924 r. Baldwin nie przywrócił Curzona na poprzednie stanowisko. Mianował go natomiast Lordem Przewodniczącym Rady. Curzon sprawował ten urząd do marca 1925 r. W tym miesiącu, podczas pobytu w Cambridge, doznał zapalenia pęcherza moczowego. Przewieziony do Londynu został 9 marca operowany, jednak nie poprawiło to jego stanu zdrowia. Zmarł 20 marca 1925 r. Jego trumna, wykonana z tych samych drzew w Kedleston, z których wykonano trumnę jego pierwszej żony, została przewieziona do Opactwa Westminsterskiego, a stamtąd do jego rodzinnego Kedleston, gdzie Curzon został pochowany 26 marca u boku żony.
Wraz z jego śmiercią wygasły tytuły markiza Curzon of Kedleston, hrabiego Curzon of Kedleston, hrabiego Kedleston oraz barona Curzon of Kedleston. Tytuły wicehrabiego i barona Scarsdale odziedziczył jego bratanek Richard. Tytuł barona Ravensdale odziedziczyła najstarsza córka.

## Publikacje
- Russia in Central Asia in 1889 and the Anglo-Russian Question, wyd. Frank Cass & Co. Ltd., Londyn 1889
- Persia and the Persian Question, wyd. Longmans, Green, and Co., Londyn/Nowy Jork 1892
- Problems of the Far East (1894, nowa edycja z 1896 pt. Problems of the Far East. Japan-Korea-China)
- The Pamirs and the Source of the Oxus, The Royal Geographical Society. Geographical Journal 8 (1896): 97–119, 239–263
- The Romanes Lecture 1907, „Frontiers”, By the Right Honorable Lord Curzon of Kedleston G.C.S.I., G.C.I.E., P.C., D.C.L., LL.D., F.R.S., All Souls College, Chancellor of the University, Delivered in the Sheldonian Theater, Oxford, November 2, 1907 (tekst w polskim tłumaczeniu w czasopiśmie naukowym „Pogranicze. Polish Borderlands Studies”)
- Tales of Travel, wyd. Hodder & Stoughton, 1923
- Travels with a Superior Person